# Tamar Amar-Dahl
Tamar Amar-Dahl (* 1968 in Naharija, Israel) ist eine israelisch-deutsche Historikerin.

## Ausbildung
Amar-Dahl studierte Geschichte, Philosophie und General Studies in Humanities an der Universität von Tel Aviv und Hamburg. Ihre Promotion absolvierte sie am Historischen Seminar der Ludwig-Maximilians-Universität München.

## Karriere
Amar-Dahl lehrte von 2009 bis 2011 am historischen Seminar der Humboldt-Universität zu Berlin; von 2011 bis 2012 an der Arbeitsstelle Politik des Vorderen Orients der Freien Universität Berlin. Von 2012 bis 2013 war sie Fellow am Alfried Krupp Wissenschaftskolleg Greifswald. Sie ist Mitglied des Beirats der Deutsch-Palästinensischen Gesellschaft.

## Publikationen
Monographien
- Moshe Sharett – Diplomatie statt Gewalt. Der „andere“ Gründungsvater Israels und die arabische Welt, 2003, Martin Meidenbauer Verlag: München. ISBN 3-89975-030-6
- Shimon Peres. Friedenspolitiker und Nationalist, 2010, Ferdinand Schöningh Verlag: Paderborn. ISBN 978-3-506-76910-7
- Das zionistische Israel. Jüdischer Nationalismus und die Geschichte des Nahostkonflikts, 2012, Ferdinand Schöningh Verlag: Paderborn. ISBN 978-3-506-77591-7 Zionist Israel and the Question of Palestine. Jewish Statehood and the History of the Middle East Conflict, 2016, de gruyter oldenbourg: Berlin/Boston.                          ISBN 978-3-11-049663-5
- Der Siegeszug des Neozionismus. Israel im neuen Millennium, 2023, Promedia: Wien. ISBN 978-3-85371-514-7
- Israel’s Neo-Zionist War Over Palestine: 1993-2021, 2024, Amazon.de. ISBN 979-8876131867

Zeitungs- und Magazinbeiträge, Interviews
- Die altansässigen Araber Palästinas als Leidtragende des zionistischen Israels. In: Nahostkonflikt kontrovers – Perspektiven für die politische Bildung, hrsg. von Mirko Niehoff, Wochenschau Verlag Schwalbach/Ts., 2016, S. 291–301.
- Die Intifada der Messerstecher. In: Berliner Republik 1/2016, S. 42–45.
- Vom zionistischen Erbe und Israels politischer Verfasstheit, in: The Only Democracy? Zustand und Zukunft der israelischen Demokratie, hrsg. von Michaela Birk und Steffen Hagemann, Schriftenreihe des diAk, Band 41. Berlin, 2013, S. 37–46.
- Israel hat den Nahostkonflikt entpolitisiert, in: Zeit Online (1. Februar 2013).
- Israel muss jetzt umdenken, auf: tagesschau.de (6. Dezember 2012).
- Juli 1954: Die Lavon-Affäre – Operation Susanna, Zeitensprung, in: INAMO 52, Winter 2007, S. 56–57.
- In erster Linie Juden, in: Haaretz (19. September 2010), hebräisch.
- Das Versagen der israelischen Intellektuellen, in: Zeit Online (8. April 2012).

Rezensionen
- Moshe Shner 2013: In the Beginning There was the Holocaust. A Spiritual Journey Back into the Abysses of Jewish History, Jerusalem. In: sehepunkte 5/2015
- Liat Steir-Livny 2014: Let the Memorial Hill Remember. Holocaust Representation in Israeli Popular Culture, Tel Aviv. In: sehepunkte 2/2015
- Ari Shavit 2013: My Promised Land. The Triumph and Tragedy of Israel. New York. In: Deutschlandradio Kultur, Lesart vom 8. November 2014: Das Scheitern des israelischen Traums
- Shlomo Sand 2010: Die Erfindung des jüdischen Volkes - Israels Gründungsmythos auf dem Prüfstand Berlin/München. In: sehepunkte 10/2010